# Llibre escocés

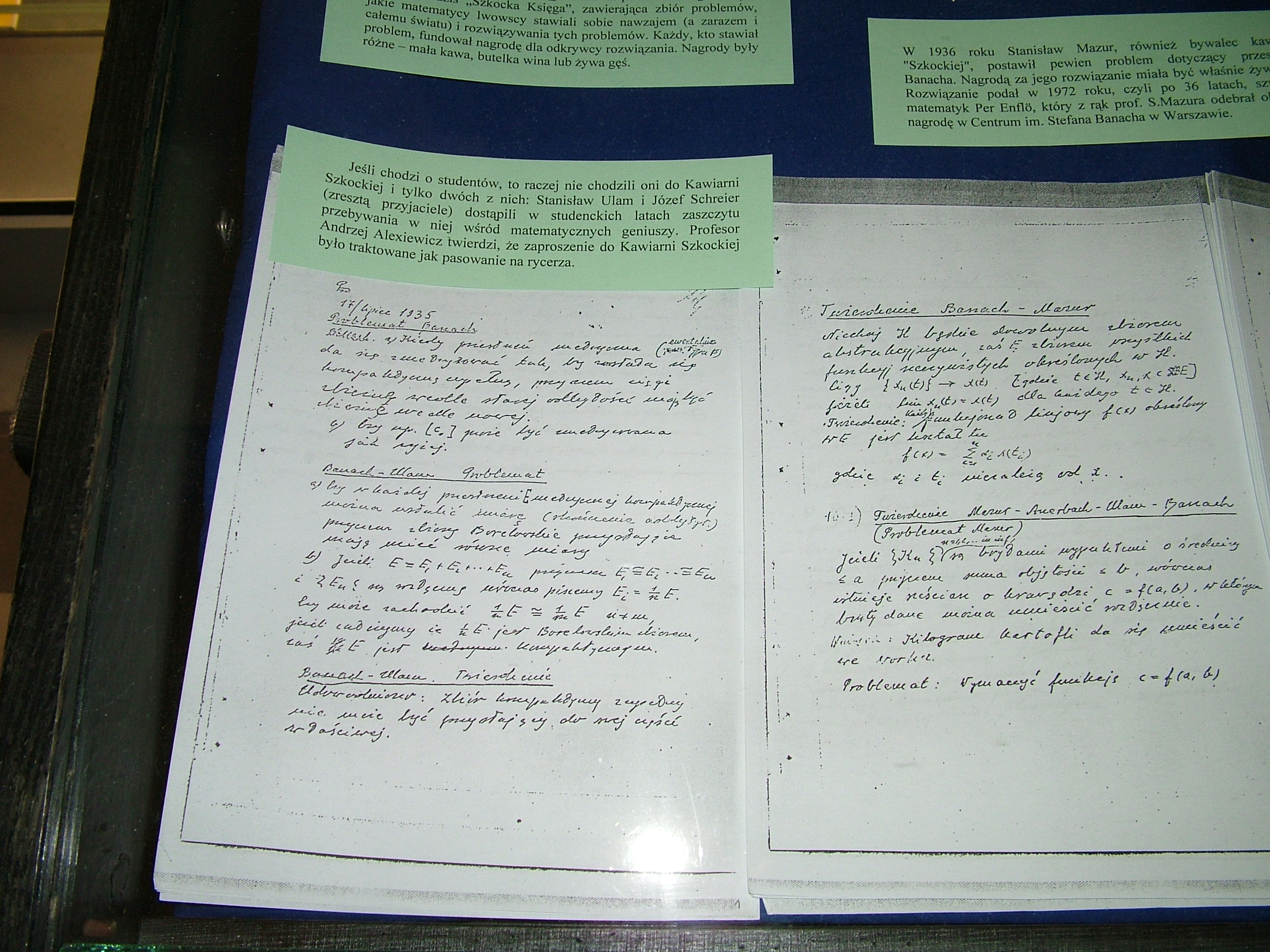
Part del Llibre escocés que mostra notes de Stefan Banach i Stanisław Ulam

El Llibre escocés (en polonés: Księga Szkocka) és un quadern gruixut utilitzat pels membres de l'Escola de Matemàtiques de Lviv per a escriure problemes i solucions. Aquest quadern rebé aquest nom en honor a Kawiarnia Szkocka ('Café escocés') a Lviv, on era sota custòdia del propietari.

## Història
Els matemàtics de l'Escola de Matemàtiques de Lviv van agafar el costum de reunir-se al café i escriure els problemes i solucions directament a les taules. A partir del 1935, tots aquests escrits es recolliren en un quadern i es deixaren definitivament al café a cura del propietari.

### Disseny delLlibre escocés
Abans d'acostumar-se a reunir-se al Café escocés per discutir problemes matemàtics, els companys i amics Stefan Banach i Hugo Steinhaus ja tenien l'hàbit d'anar a treballar al café d'aquest darrer des del 1916. Després de la guerra, tots dos van ser nomenats per ocupar càrrecs a Lviv el 1920. Amb altres matemàtics polonesos influents, a la dècada dels 1930 es reunien al Café escocés per discutir cordialment sobre el seu treball. Stanisław Ulam informa que les taules del café estaven fetes de marbre, i això facilitava que els comensals poguessen escriure directament a llapis els resultats de les discussions. Per a evitar perdre aquesta valuosa faena, els empleats de la cafeteria reberen l'ordre de no netejar la taula fins que algú hagués copiat amb cura el que hi havia escrit. No va ser fins a l'any 1935 que Banach i la seua dona van proporcionar a l'assemblea un quadern gros en què es podien recopilar notes, en lloc de sobre la taula. Per tant, el quadern conté molts problemes anteriors al 1935.

### Entre el 1935 i el 1939
El quadern es deixà sota custòdia del responsable de la cafeteria, i es posà a l'abast dels visitants que el demanaren. De llavors ençà, s'ompli de reptes, problemes, intuïcions i fragments de demostracions. Els problemes estan numerats i signats, i s'hi poden trobar notes que premien amb gots d'alcohol el primer que en faça una demostració. Per exemple, el preu de la solució del problema 77. A, proposat per Ulam, és una ampolla de vi que ofereix Samuel Eilenberg. Alguns premis són més pintorescs, com ara el del problema 153, proposat per Stanisław Mazur, que promet una oca viva a la primera persona que resolga el problema (honoraria aquesta promesa dècades més tard després de la solució del problema del 1972 per Per Enflo).
Ulam descriu la vida matemàtica a Lviv en aquest moment com a extremament intensa. Alguns membres de l'Escola de Matemàtiques de Lviv s'aplegaven gairebé cada dia al café. Els matemàtics estrangers que passaven per Polònia, com ara René Maurice Fréchet o John von Neumann, van ser convidats a participar en el quadern i, per tant, aquest té passatges en diverses llengües. La majoria de problemes plantejats a la llibreta, malgrat el seu aspecte lleuger, són profunds, i l'obra té un gran valor científic. Tanmateix, fins i tot si els matemàtics presents consideren un problema difícil i significatiu abans de ser inscrit amb tinta a les pàgines del quadern, Ulam encara informa que alguns en acabant han resultat ser molt senzills, i alguns problemes obtingueren de seguida solució.

### Durant i després de la guerra
Poques setmanes després del començament de la Segona Guerra Mundial, en aplicació del pacte germanosoviètic, la ciutat de Lviv fou ocupada per l'URSS. Alguns matemàtics polonesos van fugir als Estats Units, però la redacció del Quadern escocés continuà, sobretot amb nous col·laboradors russos com ara Serguei Sóbolev i Pàvel Aleksàndrov, fins a la invasió de la ciutat per l'Alemanya nazi el 1941. El darrer tema n'és el problema número 193 plantejat per Steinhaus el 31 de maig del 1941. La matança dels mestres de Lviv i la creació del gueto de Lvov van posar fi definitivament a la redacció del Quadern escocés.
El quadern, però, va sobreviure als abusos nazis, i Steinhaus pogué enviar-ne una còpia a Ulam als Estats Units després de la guerra. Aquest traduí tot el document a l'anglés, i el publicà.
Continuant amb la tradició, els matemàtics de Breslau van crear l'1 de juliol del 1946 el Nou llibre escocés.

## Llista de col·laboradors esmentats en el treball
- Herman Auerbach
- Reinhold Baer
- Stefan Banach
- Abram Besicovitch
- Nikolaï Bogolioubov
- Karol Borsuk
- Meier Eidelheit
- Samuel Eilenberg
- A .F. Fermant
- René Maurice Fréchet
- Leopold Infeld
- Mark Kac
- Stefan Kaczmarz
- Joseph Kampé de Fériet
- Bronisław Knaster
- Mark Krein
- Kazimierz Kuratowski
- Antoni Łomnicki
- Lazar Lusternik
- Józef Marcinkiewicz
- Stanislaw Mazur
- Stefan Mazurkiewicz
- Władisław Nikliborc
- Cyril Offord
- Władysław Orlicz
- Stanisław Ruziewicz
- Stanisław Saks
- Juliusz Schauder
- Jozef Shreier
- Wacław Sierpiński
- Sergueï Sobolev
- Hugo Steinhaus
- Ludwig Sternbach
- Simion Stoilov
- Edward Marczewski|Edward Szpilrajn
- A. Turowicz
- Stanislaw Ulam|Stanisław Ulam
- John Von Neumann
- A. J. Ward
- Rolin Wavre
- Antoni Zygmund